# Ludwig Trepte
Ludwig Trepte, né le 17 mai 1988 à Berlin, est un acteur allemand.

## Filmographie
- 2001 : Émile et les Détectives (Emil und die Detektive) de Franziska Buch
- 2001-2011 : Tatort (série télévisée)
- 2001 : Polizeiruf 110 (série télévisée)
- 2005 : Kombat Sechzehn
- 2005 : Keller – Teenage Wasteland
- 2006 : Le Dernier Témoin (série télévisée)
- 2006 : Schwesterherz
- 2006 : Auf ewig und einen Tag (TV)
- 2007 : Guten Morgen, Herr Grothe (TV)
- 2007 : Sieben Tage Sonntag
- 2008 : 1. Mai – Helden bei der Arbeit
- 2008 : Ein Teil von mir
- 2008 : Ihr könnt euch niemals sicher sein (TV)
- 2009 : Was Du nicht siehst
- 2010 : Aghet : 1915, le génocide arménien (téléfilm) : Hambardzoum Sahakian
- 2010 : Un cas pour deux (série télévisée)
- 2012 : Rat mal, wer zur Hochzeit kommt
- 2012 : Der Dicke (TV)
- 2012 : Deckname Luna (TV)
- 2013 : Generation War (téléfilm en 3 parties) : Viktor Goldstein
- 2015 : Alerte Cobra : saison 38 épisode 3 : Richi
- 2015 : Deutschland 83 : Alexander Edel
- 2016 : Les enfants de la villa Emma : Josko Indig
- 2018 : Deutschland 86 : Alexander Edel
- 2019 : Bauhaus - Un temps nouveau : Marcel Breuer
- 2020 : Nos années miraculeuses (mini-série) : Jürgen Vielhaber